# Pezotmethis
Pezotmethis is een geslacht van rechtvleugeligen uit de familie Pamphagidae. De wetenschappelijke naam van dit geslacht is voor het eerst geldig gepubliceerd in 1943 door Uvarov.

## Soorten
Het geslacht Pezotmethis omvat de volgende soorten:
- Pezotmethis ferghanensis Uvarov, 1925
- Pezotmethis karatavicus Uvarov, 1912
- Pezotmethis nigrescens Pylnov, 1914
- Pezotmethis tartarus Saussure, 1884